# Liperi

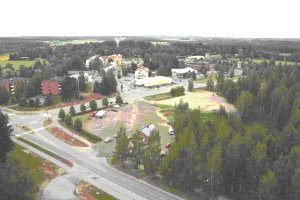
Liperi

Liperi (en suec Libelits) és un municipi de Finlàndia dins la província est i és part de la Carèlia del Nord. Liperi té el rècord de la temperatura més alta de Finlàndia amb 37, 2 °C enregistrats el juliol de 2010.
El 2012 tenia 12.288 habitants i ocupava una superfície de 1.161 km²
Les ciutats veïnes de Liperi són Heinävesi, Joensuu, Kontiolahti, Outokumpu, Polvijärvi, Pyhäselkä, Rääkkylä i Savonlinna.